# Pradillo
Pradillo is een gemeente in de Spaanse provincie en regio La Rioja met een oppervlakte van 10,28 km². Pradillo telt 60 inwoners (1 januari 2016).

## Demografische ontwikkeling
Bron: INE, 1857-2011: volkstellingen